# Поні (округ, Канзас)
Шаблон:StateAbbr_ 38°09′ пн. ш. 99°12′ зх. д. / 38.15° пн. ш. 99.2° зх. д.
Округ Поні (англ. Pawnee County) — округ (графство) у штаті Канзас, США. Ідентифікатор округу 20145.

## Історія
Округ утворений 1867 року.

## Демографія
За даними перепису 
2000 року 
загальне населення округу становило 7233 осіб, зокрема міського населення було 4939, а сільського — 2294.
Серед мешканців округу чоловіків було 3822, а жінок — 3411. В окрузі було 2739 домогосподарств, 1787 родин, які мешкали в 3114 будинках.
Середній розмір родини становив 2,91.
Віковий розподіл населення поданий у таблиці:
| Стать    | До 15 років | 15-21 | 22-29 | 30-39 | 40-49 | 50-65 | 65-85 | Понад 85 |
| -------- | ----------- | ----- | ----- | ----- | ----- | ----- | ----- | -------- |
| Чоловіки | 669         | 447   | 354   | 531   | 640   | 620   | 503   | 58       |
| Жінки    | 661         | 299   | 217   | 389   | 499   | 567   | 613   | 166      |

## Суміжні округи
- Раш — північ
- Бартон — північний схід
- Стаффорд — схід
- Едвардс — південь
- Годжмен — захід
- Несс — північний захід

## Виноски
1. ↑  U.S. Decennial Census. United States Census Bureau. Архів оригіналу за 26 квітня 2015. Процитовано 28 липня 2014.
2. ↑  Historical Census Browser. University of Virginia Library. Архів оригіналу за 23 червня 2018. Процитовано 28 липня 2014.
3. ↑  Population of Counties by Decennial Census: 1900 to 1990. United States Census Bureau. Процитовано 28 липня 2014.
4. ↑  Census 2000 PHC-T-4. Ranking Tables for Counties: 1990 and 2000 (PDF). United States Census Bureau. Процитовано 28 липня 2014.
5. ↑  State & County QuickFacts. United States Census Bureau. Архів оригіналу за 6 серпня 2011. Процитовано 28 липня 2014.(англ.) Наведено за англійською вікіпедією.
6. ↑  American FactFinder. Бюро перепису населення США. Архів оригіналу за 26 лютого 2012. Процитовано 31 січня 2008.

| США | Це незавершена стаття з географії США. Ви можете допомогти проєкту, виправивши або дописавши її. |